# Septimus Heap (fiktiv person)
Septimus Heap är en fiktiv magiker skapad av Angie Sage.

## Kuriosa
Septimus växte upp i ungdomsarmén som nummer 412, och var vän med nummer 409, tills 409 föll ned i en flod under en övning på liv och död. Silas Heap hittade honom i skogen och tog hem honom till sin familj, och blev ett av de två adoptivbarnen i tidigare nämnda familj. Sedan Marcia Overstrand hittat honom och utbildat honom till magiker har han levt resten av sitt liv i Magikertornet tillsammans med sin familj. Han har även en drake vid namn Brandsprutan. Han är övermagikerlärling till Marcia Overstrand i de första sex böckerna.
Han äger också en mycket stark flygbesvärjelse som ser ut som ett par silvervingar. Septimus är huvudperson i Septimus Heapböckerna.